# Badminton-Mannschaftsasienmeisterschaft 2019
Bei der Badminton-Mannschaftsasienmeisterschaft 2019 wurden die asiatischen Mannschaftstitelträger bei den gemischten Teams ermittelt. Die Titelkämpfe fanden vom 19. bis zum 24. März 2019 im Queen Elizabeth Stadium in Hongkong statt.

## Medaillengewinner
| Disziplin | Gold | Silber | Bronze |
| --------- | --- | --- | --- |
| Team      | Volksrepublik China Cai Yanyan Chen Xiaofei Dong Wenjing Du Yue Feng Xueying Han Chengkai Han Yue He Jiting Li Yinhui Lu Guangzu Ou Xuanyi Tan Qiang Zhao Junpeng Zhou Haodong | Japan Arisa Higashino Aya Ohori Ayako Sakuramoto Ayane Kurihara Kanta Tsuneyama Koharu Yonemoto Kohei Gondo Minoru Koga Sayaka Takahashi Shiho Tanaka Takuro Hoki Takuto Inoue Yugo Kobayashi Yuki Kaneko Yukiko Takahata Yuta Watanabe | Indonesien Alfian Eko Prasetya Della Destiara Haris Fajar Alfian Fitriani Frengky Wijaya Putra Ihsan Maulana Mustofa Marsheilla Gischa Islami Muhammad Rian Ardianto Ni Ketut Mahadewi Istarani Rizki Amelia Pradipta Ruselli Hartawan Sabar Karyaman Gutama Shesar Hiren Rhustavito Tania Oktaviani Kusumah Tontowi Ahmad Winny Oktavina Kandow |
| Team      | Volksrepublik China Cai Yanyan Chen Xiaofei Dong Wenjing Du Yue Feng Xueying Han Chengkai Han Yue He Jiting Li Yinhui Lu Guangzu Ou Xuanyi Tan Qiang Zhao Junpeng Zhou Haodong | Japan Arisa Higashino Aya Ohori Ayako Sakuramoto Ayane Kurihara Kanta Tsuneyama Koharu Yonemoto Kohei Gondo Minoru Koga Sayaka Takahashi Shiho Tanaka Takuro Hoki Takuto Inoue Yugo Kobayashi Yuki Kaneko Yukiko Takahata Yuta Watanabe | Hongkong Chang Tak Ching Chau Hoi Wah Cheung Ngan Yi Ho Wai Lun Lee Cheuk Yiu Mak Hee Chun Ng Ka Long Ng Tsz Yau Ng Wing Yung Tam Chun Hei Tang Chun Man Tse Ying Suet Yeung Ming Nok Yeung Nga Ting Yip Pui Yin Yuen Sin Ying |

## Gruppenphase

### Gruppe A
| Platz | Team     | Pld | W | L | MF | MA | MD | GF | GA | GD | PF  | PA  | PD  | Pts |   |
| ----- | -------- | --- | - | - | -- | -- | -- | -- | -- | -- | --- | --- | --- | --- | - |
| 1     | Japan    | 1   | 1 | 0 | 3  | 2  | +1 | 7  | 4  | +3 | 228 | 161 | +67 | 1   | Q |
| 2     | Hongkong | 1   | 0 | 1 | 2  | 3  | −1 | 4  | 7  | −3 | 161 | 228 | −67 | 0   | Q |

- Japan vs. Hongkong

### Gruppe B
| Platz | Team              | Pld | W | L | MF | MA | MD | GF | GA | GD | PF  | PA  | PD  | Pts |   |
| ----- | ----------------- | --- | - | - | -- | -- | -- | -- | -- | -- | --- | --- | --- | --- | - |
| 1     | Chinesisch Taipeh | 2   | 2 | 0 | 6  | 4  | +2 | 16 | 10 | +6 | 494 | 451 | +43 | 2   | Q |
| 2     | Singapur          | 2   | 1 | 1 | 5  | 5  | 0  | 12 | 14 | −2 | 464 | 469 | −5  | 1   | Q |
| 3     | Indien            | 2   | 0 | 2 | 4  | 6  | −2 | 11 | 15 | −4 | 461 | 499 | −38 | 0   |   |

- Taiwan vs. Singapur

- Indien vs. Singapur

- Taiwan vs. Indien

### Gruppe C
| Platz | Team       | Pld | W | L | MF | MA | MD  | GF | GA | GD  | PF  | PA  | PD   | Pts |   |
| ----- | ---------- | --- | - | - | -- | -- | --- | -- | -- | --- | --- | --- | ---- | --- | - |
| 1     | Indonesien | 2   | 2 | 0 | 9  | 1  | +8  | 19 | 3  | +16 | 447 | 310 | +137 | 2   | Q |
| 2     | Thailand   | 2   | 1 | 1 | 6  | 4  | +2  | 12 | 11 | +1  | 414 | 371 | +43  | 1   | Q |
| 3     | Sri Lanka  | 2   | 0 | 2 | 0  | 10 | −10 | 3  | 20 | −17 | 296 | 476 | −180 | 0   |   |

- Indonesien vs. Sri Lanka

- Thailand vs. Sri Lanka

- Indonesien vs. Thailand

### Gruppe D
| Platz | Team                | Pld | W | L | MF | MA | MD  | GF | GA | GD  | PF  | PA  | PD   | Pts |   |
| ----- | ------------------- | --- | - | - | -- | -- | --- | -- | -- | --- | --- | --- | ---- | --- | - |
| 1     | Volksrepublik China | 2   | 2 | 0 | 8  | 2  | +6  | 16 | 4  | +12 | 393 | 266 | +127 | 2   | Q |
| 2     | Malaysia            | 2   | 1 | 1 | 7  | 3  | +4  | 14 | 6  | +8  | 379 | 283 | +96  | 1   | Q |
| 3     | Macau               | 2   | 0 | 2 | 0  | 10 | −10 | 0  | 20 | −20 | 197 | 420 | −223 | 0   |   |

- China vs. Macau

- Malaysia vs. Macau

- China vs. Malaysia

## Endrunde
|  | Viertelfinale       | Viertelfinale       |          |   | Halbfinale | Halbfinale |  |  | Finale | Finale |
|  |                     |                     |          |   |            |            |  |  |        |        |
|  | 22. März            |                     |          |   |            |            |  |  |        |        |
|  |                     |                     |          |   |            |            |  |  |        |        |
|  | Japan               | 3                   |          |   |            |            |  |  |        |        |
|  | Japan               | 3                   | 23. März |   |            |            |  |  |        |        |
|  | Malaysia            | 0                   |          |   |            |            |  |  |        |        |
|  | Malaysia            | 0                   | Japan    | 3 |            |            |  |  |        |        |
|  | 22. März            |                     | Japan    | 3 |            |            |  |  |        |        |
|  |                     | Indonesien          | 0        |   |            |            |  |  |        |        |
|  | Indonesien          | Indonesien          | 0        | 3 |            |            |  |  |        |        |
|  | Indonesien          |                     | 24. März | 3 |            |            |  |  |        |        |
|  | Singapur            | 0                   |          |   |            |            |  |  |        |        |
|  | Singapur            | 0                   | Japan    | 2 |            |            |  |  |        |        |
|  | 22. März            |                     | Japan    | 2 |            |            |  |  |        |        |
|  |                     | Volksrepublik China | 3        |   |            |            |  |  |        |        |
|  | Hongkong            | Volksrepublik China | 3        | 3 |            |            |  |  |        |        |
|  | Hongkong            | 23. März            |          | 3 |            |            |  |  |        |        |
|  | Chinesisch Taipeh   | 2                   |          |   |            |            |  |  |        |        |
|  | Chinesisch Taipeh   | 2                   | Hongkong | 0 |            |            |  |  |        |        |
|  | 22. März            |                     | Hongkong | 0 |            |            |  |  |        |        |
|  |                     | Volksrepublik China | 3        |   |            |            |  |  |        |        |
|  | Thailand            | Volksrepublik China | 3        | 0 |            |            |  |  |        |        |
|  | Thailand            |                     |          | 0 |            |            |  |  |        |        |
|  | Volksrepublik China | 3                   |          |   |            |            |  |  |        |        |
|  | Volksrepublik China | 3                   |          |   |            |            |  |  |        |        |